# Crepereii
La gens Crepereia (les Crepereii) est une famille de la Rome antique, plébéienne mais de rang équestre. La famille apparaît dans l'Histoire à partir du Ier siècle av. J.-C. et jusqu'au IIe siècle. On en sait peu sur elle, sinon qu'elle se distinguait par la discipline stricte de ses membres.

## Membres
- Marcus Crepereius est l'un des juges des affaires de Caius Licinius Verres. Toutefois, désigné comme tribun militaire pour 69 av. J.-C., il ne put prendre part à la procédure après le premier jour de cette année[a 1].
- Q. Crepereius M. f. Rocus apparaît dans plusieurs pièces représentant Vénus et Neptune, les dieux de Corinthe, ce qui impliquerait certains liens avec cette cité, peut-être après la restauration de Jules César[2].
- Crepereius Gallus (en) est un ami d'Agrippine la Jeune ; il périt en 59 dans le bateau qui fut coulé pour la tuer[a 2].
- Crepereius Calpurnianus, natif de Pompeiopolis, est mentionné par Lucien comme l'auteur d'une histoire des guerres entre les Romains et les Parthes, mais on ne sait rien d'autre sur lui[a 3].
- Lucius Crepereius Euhodus et Crepereia Tryphaena (en) sont des affranchis enterrés à Rome dans la dernière partie du IIe siècle, près de l'actuel palais de justice. Leur tombe, découverte en 1889, a livré de nombreux objets dont la poupée de Crepereia Tryphaena[3],[4].

### Crepereii Amantii
- (Crepereius), (v.225 - ?);
  - ? (Crepereius), (v.245 - ?);
    - ? Lucius Crepereius Rogatus Secundinus, (v.270 - ap.306/12), sénateur romain, pontifex Dei Solis[b 1],[b 2];

  - ? Crepereius Amantius, (v.255 - ?), c. v., époux de Caeionia Marina[b 3] ;
    - ? (Crepereius), (v.280 - ?);
      - ? Lucius Crepereius Madalianus, (v.300 - ap.341), proconsul d'Afrique, Préfet de l'annone en 337/40, consulaire en Bithynie et Pont, corrector Flaminiae[b 4],[b 5],[b 6];
        - ? Crepereius Optatianus, (v.335 - ap.361/2), légat de Carthaginoise en 361/2[b 7];
          - ? Manlius Crepereius Scipio Vincentius, (v.370 - ap.402/8), c.v., consulaire de la province Flavia Valeria Byzacena.[b 8]